# チェ・ダニエル
チェ・ダニエル（朝: 최다니엘、1986年2月22日 - ）は、韓国の俳優。J,WIDEカンパニー所属。身長186cm、体重73kg。
2009年から2010年にかけてMBCで放送された人気番組『明日に向かってハイキック』に外科研修医イ・ジフン役で出演し広く知られるようになり、2010年MBC芸能大賞「コメディ、シットコム部門」で男性新人賞を受賞した。その後連続テレビドラマ『童顔美女』や映画『シラノ恋愛操作団』などの作品に出演している。

## 略歴
1986年に生まれ、シナム国民学校 (現：シナム初等学校)、シナム中学校、クァンムン高等学校を経て、青雲大学校放送演技学科に入学。2005年19歳のときにKBSで放送された連続ドラマ『黄金のりんご』に端役で出演して芸能界に本格デビューした。
その後2008年になって同じくKBSの連続ドラマ『彼らが生きる世界』に出演した。このドラマはテレビドラマ制作関係者を登場人物にした群像劇で、チェ・ダニエルは「助監督」ヤン・スギョン役として登場した。
2009年にはMBCの連続ドラマ『よくできました!』で幼い子供のいる若い父親ウニョク役を演じ、映画『ヨガハグォン (ヨガ学園)』に脇役で出たが、その年後半から2010年かけてMBCで週日夜に放送されたシットコム『明日に向かってハイキック』に外科研修医役で出演したことで、番組の人気とともにその存在が広く知られるようになった。この作品で2010年MBC芸能大賞「コメディ、シットコム部門」で男性新人賞を受賞している。2010年9月に公開された映画『シラノ恋愛操作団』では主演としてオム・テウン、イ・ミンジョン、パク・シネと共演した。
2011年は連続ドラマ2作『童顔美女』と『ザ・ミュージカル』に出演した。5月からKBSで放送された『童顔美女』ではチャン・ナラ演じるヒロインの相手役チェ・ジヌクを演じ、KBS演技大賞「ミニシリーズ部門」男性優秀賞を受賞した。9月からSBSで放送された『ザ・ミュージカル』では作曲家のホン・ジェイ役を演じた。
2012年には5月からSBSで放送された連続ドラマ『ファントム』に出演し、8月に公開された映画『共謀者』でイム・チャンジョンとともに主役を務めた。12月から翌2013年1月にかけてKBSで放送された高校を舞台にしたドラマ『ゆれながら咲く花』では、国語教師カン・セチャン役で出演している。

## 出演作品

### テレビドラマ
- 黄金のりんご（2005年-2006年、KBS） - チャン巡査役
- 彼らが生きる世界 - 그들이 사는 세상（2008年、KBS） - ヤン・スギョン役 [7][18]
- 総合病院2（2008年-2009年、MBC）  - ピョン・テオ役
- よくできました! - 잘했군 잘했어（2009年、MBC） - イ・ウニョク役
- 明日に向かってハイキック - 지붕 뚫고 하이킥（2009年-2010年、MBC） - 主演 イ・ジフン役
- トキメキ恋するセンチョリ村（2010年-2011年、tvN） - ミンソンの友人役
- 童顔美女 - 동안미녀（2011年、KBS） - 主演 チェ・ジヌク役
- ザ・ミュージカル - 더 뮤지컬（2011年、SBS） - 主演 ホン・ジェイ役
- ハイキック3～短足の逆襲～（2011年-2012年、MBC） - イ・ジフン役
- ファントム - 유령（2012年、SBS） - パク・ギヨン役
- チ・ウンスの開運（2012年、TV朝鮮） - 銀行員役
- ゆれながら咲く花 - 학교 2013（2012年-2013年、KBS） -  主演 カン・セチャン役
- 恋愛を期待して - 연애를 기대해（2013年、KBS） - チャ・ギテ役
- ビッグマン - 빅맨（2014年、KBS） - カン・ドンソク役
- Heart to Heart～ハート・トゥ・ハート～（2015年、tvN） - チェ社長役
- ジャグラス〜氷のボスに恋の魔法を〜（2017年-2018年、KBS） - ナム・チウォン役
- 私だけに見える探偵（2018年、KBS） - イ・ダイル役
- ダーリンは危機一髪！（2019年、KBS） - 新婚夫婦の夫役
- 今日のウェブトゥーン（2022年、SBS） - ソク・ジヒョン役
- 舞い上がれ、蝶（2022年、中華電信MOD） - アン・グァンス役
- マスクガール（2023年、Netflix） - パク・ギフン役
- 家いっぱいの愛（2024年、JTBC） - クォン・オヒョン 役

### 映画
- ヨガハグォン - 요가학원 (2009年) ドンフン役 [7][18]
- シラノ恋愛操作団 - 시라노;연애조작단 (2010年) 主演 サンヨン役
- ウユシデ - 우유시대 (2010年) 主演 コン役
- 共謀者 - 공모자들 (2012年) 主演 サンホ役
- 悪のクロニクル 元俳優のキム役

### バラエティ
- 婚前恋あい(2024年9月)MBN　日本人パートナー　高田夏帆

## 受賞歴
- 2009年 MBC芸能大賞「コメディ、シットコム部門」男性新人賞 - 『明日に向かってハイキック』
- 2011年 KBS演技大賞「ミニシリーズ部門」男性優秀賞 - 『童顔美女』